# بطولة آسيا لكرة الطائرة للناشئين 2014
بطولة آسيا لكرة الطائرة للناشئين 2014 هي النسخة 17 من بطولة آسيا لكرة الطائرة للشباب وستقام في المنامة عاصمة البحرين من 17 أكتوبر إلى 25 أكتوبر 2014.

## القرعة
المنتخبات مصنفة على أساس الترتيب النهائي في بطولة آسيا لكرة الطائرة للناشئين 2012.
| المجموعة 1                                                            | المجموعة 2                                                           | المجموعة 3                                                           | المجموعة 4                                                |
| --------------------------------------------------------------------- | -------------------------------------------------------------------- | -------------------------------------------------------------------- | --------------------------------------------------------- |
| البحرين (المستضيف) · أستراليا (7) · تايلاند (8) · المالديف · السعودية | اليابان (1) · تايبيه الصينية (6) · كازاخستان(9) · أوزبكستان · الكويت | الصين (2) · كوريا الجنوبية (5) · سريلانكا (10) · باكستان · نيوزيلندا | إيران (3) · الهند (4) · تركمانستان (11) · هونغ كونغ · قطر |